# Cathédrale de Tarnów
Cette  cathédrale n’est pas la seule cathédrale de la Nativité-de-la-Vierge-Marie.
La basilique cathédrale de la Nativité-de-la-Bienheureuse-Vierge-Marie (en polonais : Bazylika katedralna Narodzenia Najświętszej Maryi Panny), également appelée cathédrale de Tarnów, est l'église principale du diocèse de Tarnów ainsi que de la ville de Tarnów.

## Histoire
La première église paroissiale de Tarnów et le cimetière qui l'entoure ont été construits sur un terrain attribué lors de la fondation de la ville en 1330. Elle est d'emblée attribuée à la Nativité de la Vierge Marie.
Le premier agrandissement de l'église a eu lieu dans la seconde moitié du XIVe siècle, avec un nouvel autel et l'ajout de la chapelle du Corpus Christi au mur sud, construite en briques et utilisant une rare voûte de transept à sept travées, qui a été préservée jusqu'à aujourd'hui.
En 1400 un chapitre collégial est établi avec trois prélats et deux chanoines, dirigé par un prévôt qui exerce sa juridiction sur le clergé de sept paroisses. C'est la première église collégiale du diocèse de Cracovie issue d'une fondation de magnats.
Au fur et à mesure que le rang de l'église s'élevait, la collégiale a été progressivement agrandie avec un chœur, une sacristie canonique et une tour ajoutée à la façade ouest, avec des étages inférieurs en brique et des étages supérieurs en bois, ainsi qu'un certain nombre de chapelles.
En 1483, la collégiale fut gravement endommagée par un incendie qui détruisit les plafonds en bois, la partie supérieure de la tour et le presbytère. Un autre incendie a eu lieu en 1494. Lors de la reconstruction, l'intérieur de la collégiale fut agrandi par un chœur rectangulaire, les murs furent surélevés et recouverts d'une voûte en filet, et une tour entièrement en briques fut construite. À cette époque, l'intérieur a été enrichi des stalles canoniques qui ont été conservées jusqu'à aujourd'hui. Tous les agrandissements de la collégiale de Tarnów jusqu'au début du XVIe siècle ont suivi les principes de l'architecture gothique.
L'hetman Jan Tarnowski fonda plusieurs monuments funéraires muraux à la mémoire de ses proches parents, faisant de l'intérieur de la collégiale son mausolée familial. Sa propre tombe réalisée par Giovanni Maria Padovano (pl) reste le plus grand monument funéraire de la Renaissance en Pologne.
À la suite de plusieurs incendies, l'église connut des réaménagements et une extension de style baroque.
Le 13 mars 1786, le pape Pie VI érigea canoniquement le diocèse de Tarnów, l'incorporant à la métropole de Lviv, et donna à l'église collégiale existante la dignité d'un évêché. De 1827 à la fin du XIXe siècle, il y eut plusieurs modifications de style néogothique.
La cathédrale a été visitée par le pape Jean-Paul II en 1987.

## Galerie

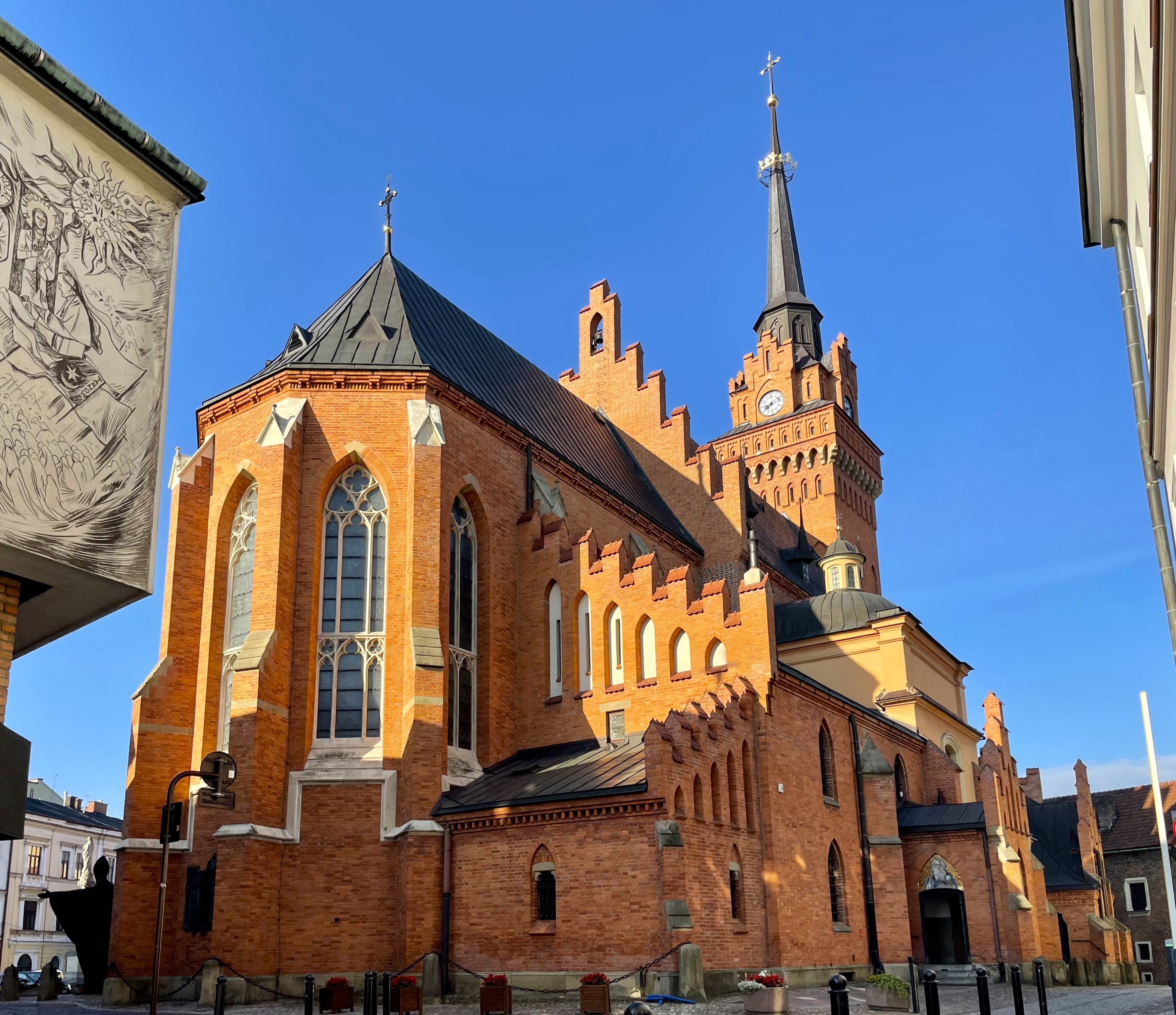
L'abside.
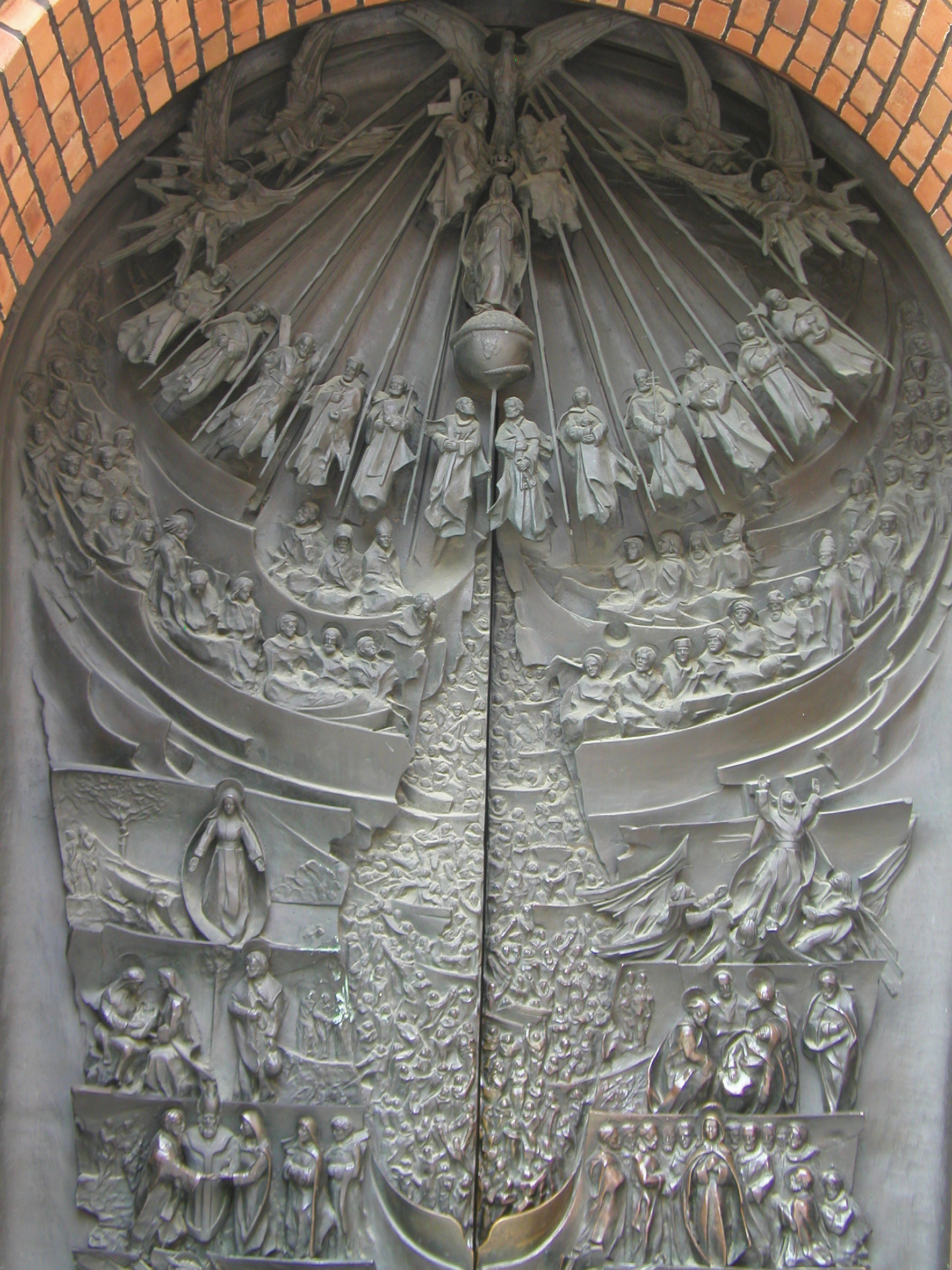
La porte principale avec des épisodes de la vie de Marie.
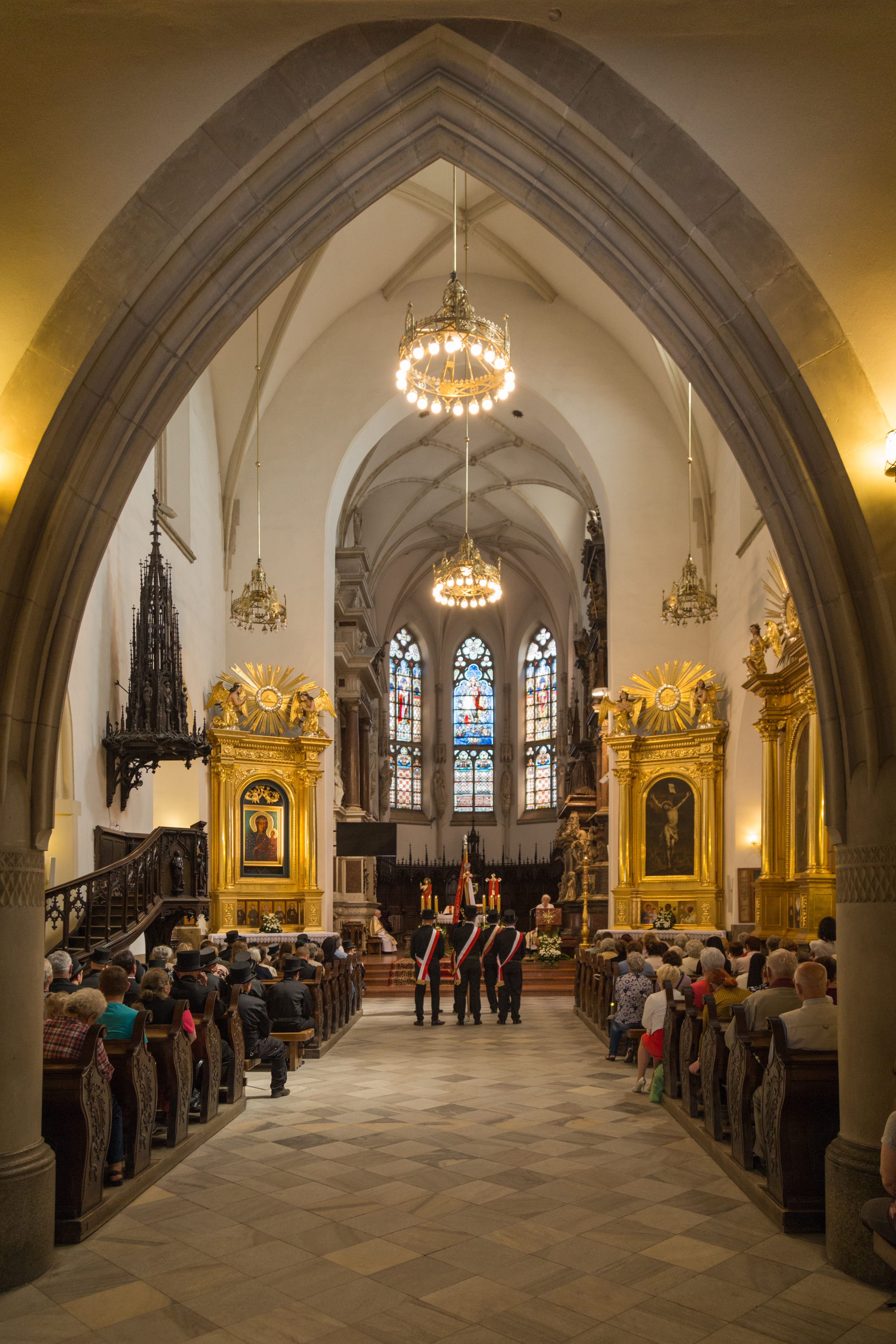
La nef.
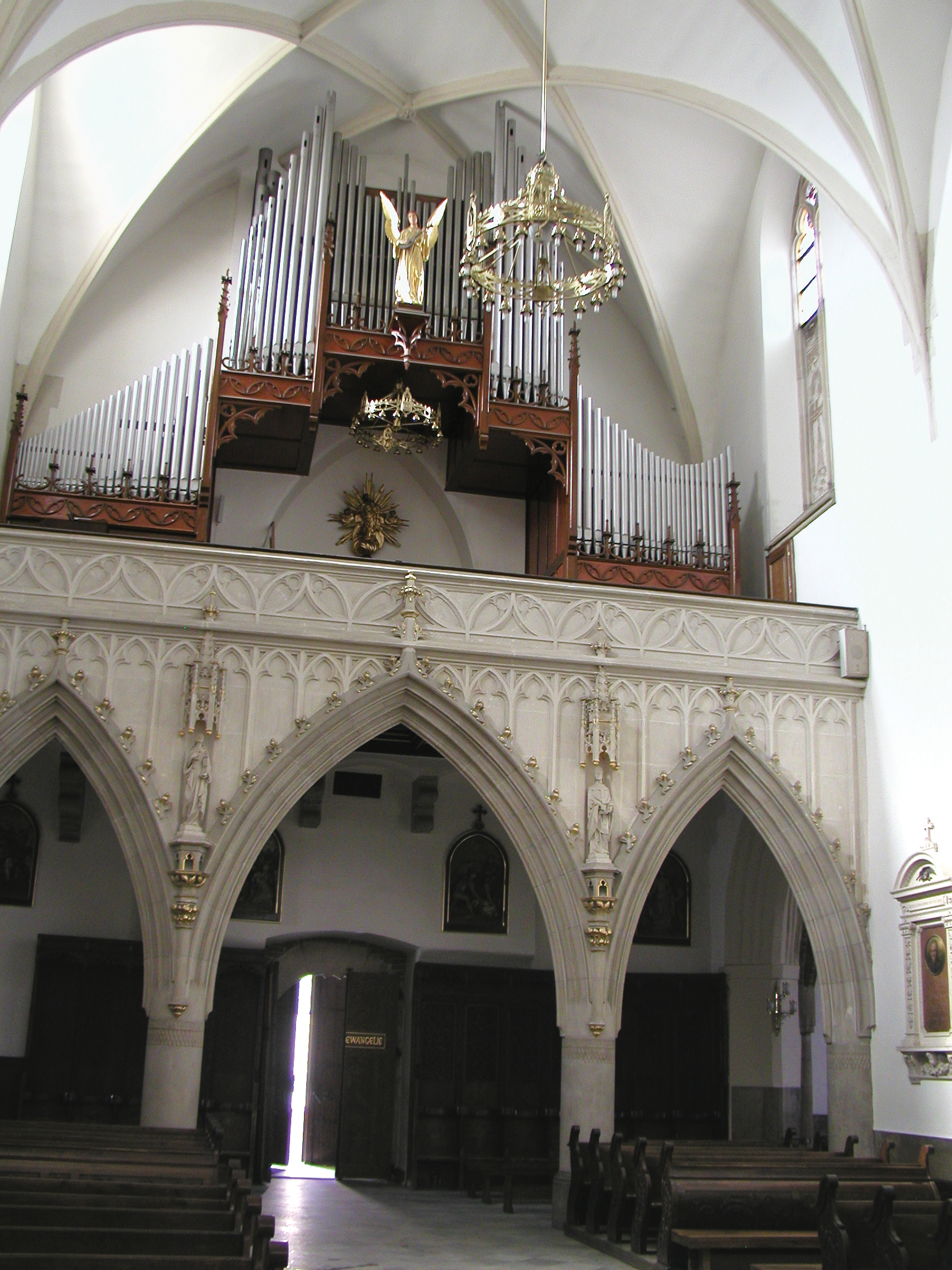
L'orgue de tribune.
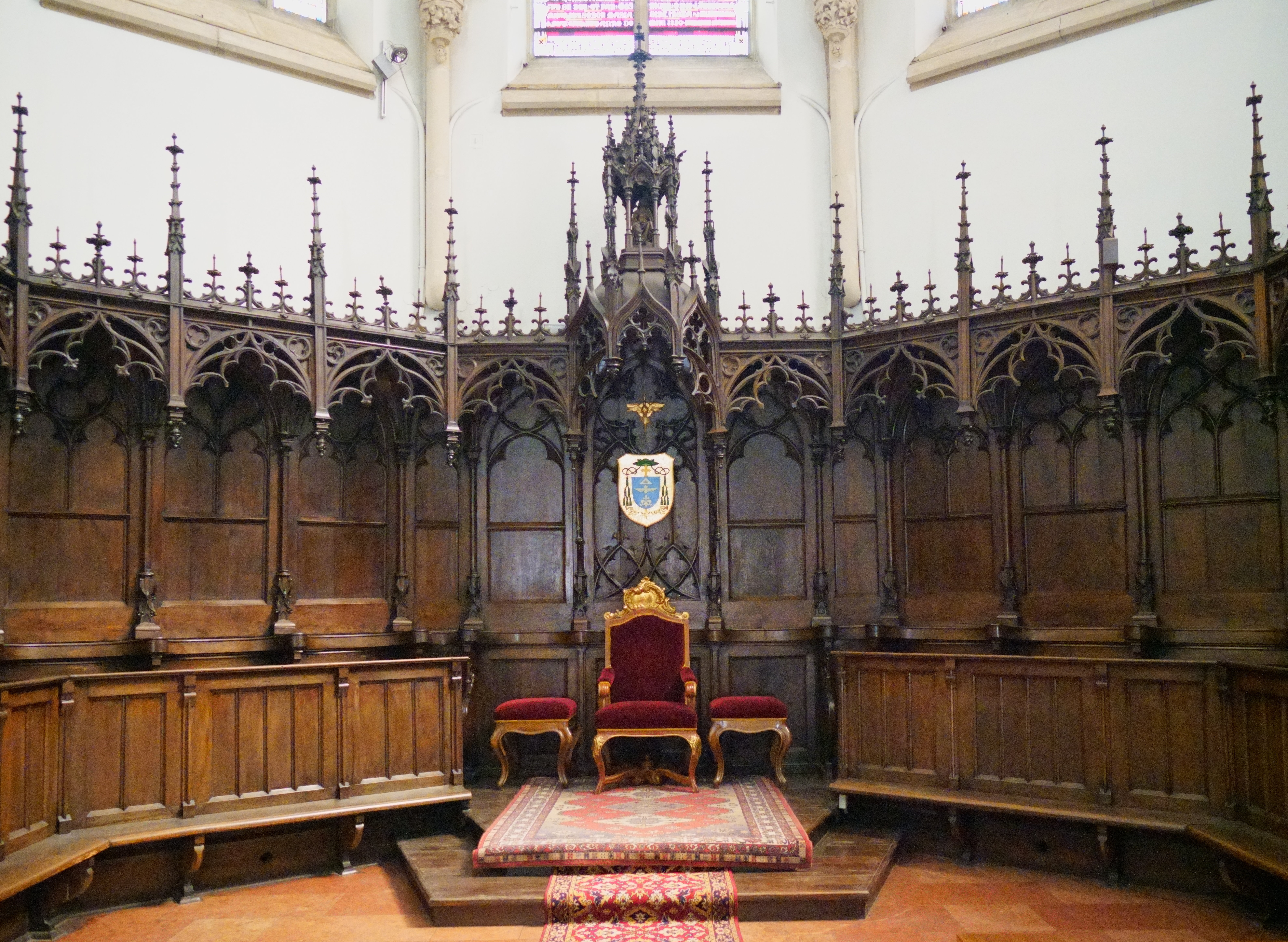
Les stalles néogothiques.
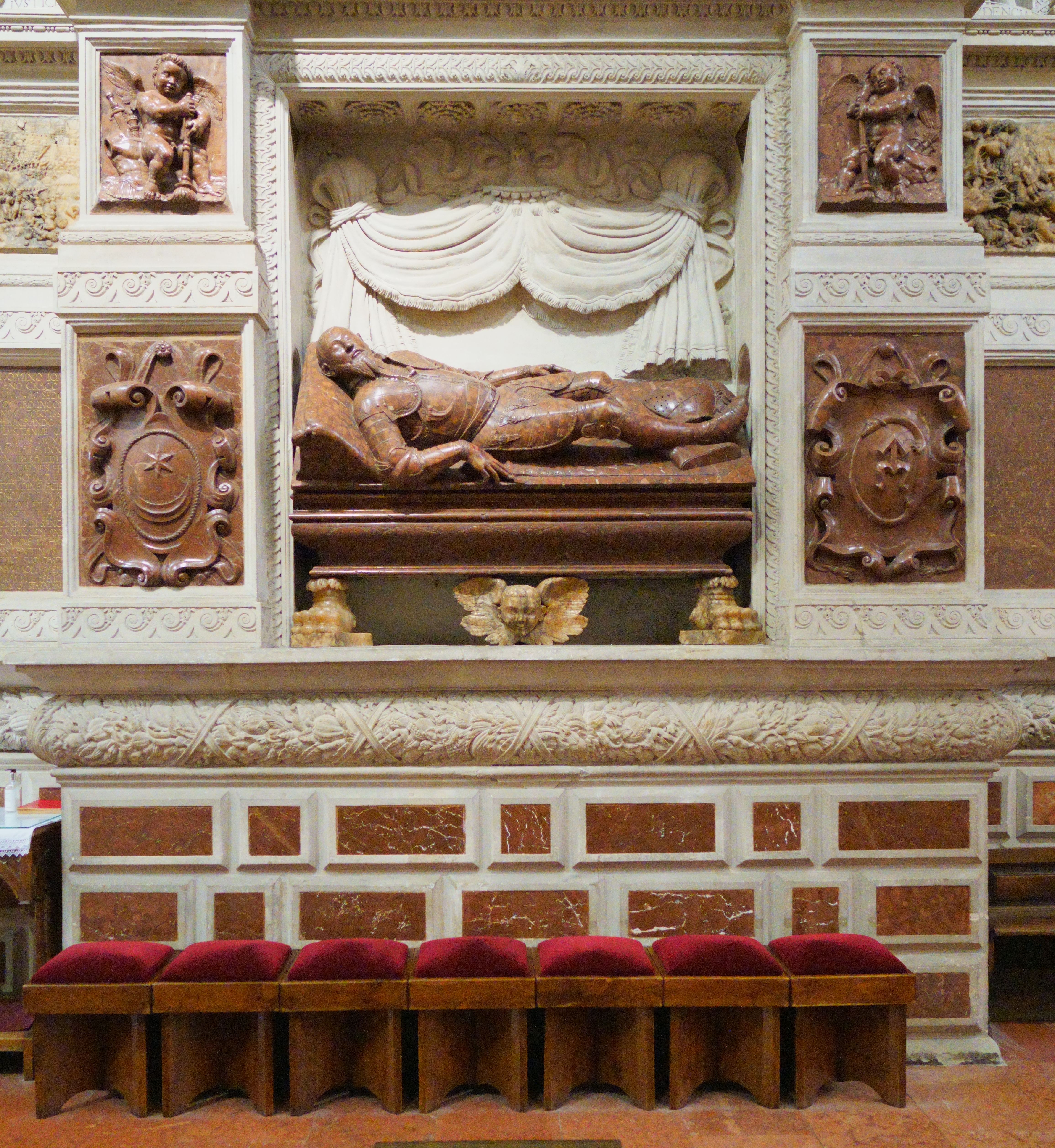
Pierre tombale de Jan Tarnowski.

## Source
- (pl) Cet article est partiellement ou en totalité issu de l’article de Wikipédia en polonais intitulé « Bazylika katedralna Narodzenia Najświętszej Maryi Panny w Tarnowie » (voir la liste des auteurs).